# Jeremy Birchall
Jeremy Birchall este un actor din Noua Zeelandă.

## Roluri în filme
- Heaven - Tree
- Riverworld - Lev Ruach

## Roluri de televiziune
Television Roles
- Xena: Warrior Princess - Jett
- Living the Dream - Billy, Gay Guy

## Voce
- Power Rangers: Ninja Storm - Snipster, Shimazu
- Power Rangers: Dino Thunder - Sumo Wrestler & Morpher (episodul: Lost and Found in Translation)
- Power Rangers: S.P.D. - Slate, Wootox